# Firdaus Saripowitsch Kabirow

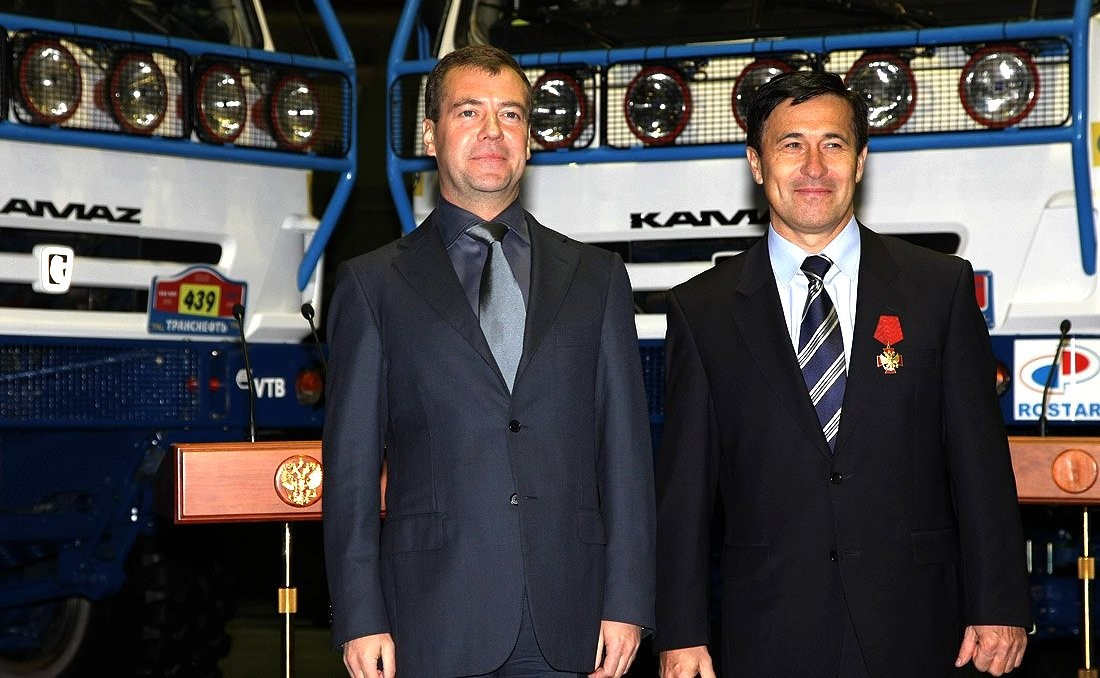
Firdaus Saripowitsch Kabirow

Firdaus Saripowitsch Kabirow (russisch Фирдаус Зарипович Кабиров, wiss. Transliteration Firdaus Zaripovič Kabirov; * 19. Mai 1961 in Nabereschnyje Tschelny, Sowjetunion) ist ein ehemaliger russischer Marathonrallyefahrer.
Kabirow begann 1981 seine Karriere als Rallyepilot in der Sowjetunion. 1991 bestritt er für KAMAZ seine erste Rallye Dakar. 2005 gewann er erstmals die Rallye Dakar, nachdem Teamkapitän Wladimir Tschagin mit technischen Problemen hatte aufgeben müssen. 2006 wurde er Dritter. Bei seiner 16. Teilnahme folgte 2009 sein zweiter Sieg, knapp vor Tschagin. Zwischen 1998 und 2012 nahm Kabirow 14 mal in Folge an der Rallye Dakar teil.
Nach dem Ende seiner Werksfahrerkarriere wurde Kabirow 2016 zum stellvertretenden Entwicklungsdirektor bei Kamaz ernannt. Im Dezember 2021 wurde er zum Vorstandsvorsitzenden von United Automotive Technologies ernannt, einer von Kamaz kontrollierten Zulieferer-Holding von Autoteilen.